# Priya Rai
Pour les articles homonymes, voir Rai.
Priya Rai, née le 25 décembre 1977 à New Delhi en Inde, est une actrice de films pornographiques.

## Biographie
Priya Rai est une actrice pornographique née le 25 décembre 1977 à New Delhi, en Inde. Elle fut abandonnée à sa naissance par ses parents biologiques mais elle eut la chance d'être adoptée par des parents américains à l'âge de deux ans. Priya a donc grandi dans une banlieue de Minneapolis dans le Minnesota aux États-Unis.
Rai a étudié le marketing à l'Arizona State University. Elle commença dans l'industrie du divertissement pour adultes en travaillant comme strip-teaseuse durant plusieurs années. Priya est par la suite devenue un modèle érotique glamour : « softcore » qui se spécialisa dans le shooting de photos en maillot de bain et en lingerie fine.
Le désir de ses fans grandissant et l'attrait de beaucoup d'argent de la part de l'industrie firent que Priya commença à jouer dans des films explicites hardcore à l'âge de vingt-neuf ans en 2007 ; elle a tourné dans des films X pour des compagnies comme Evil Angel, Bang productions, Pulse Distribution, Digital Playground, Jules Jordan Video, et Pure Play Media. En 2009, Priya a non seulement été nommée pour un AVN Award Best New Starlet, mais elle a aussi gagné un AVN Award pour la meilleure scène de groupe All-Girl. Aujourd'hui mère de deux enfants, Priya réside à Phoenix dans l'Arizona.
En 2007, Priya eut recours à la chirurgie esthétique pour une augmentation mammaire.
En décembre 2010, elle eut de nouveau recours à la chirurgie pour la même opération.
Priya est très ouverte en ce qui concerne ses implants et elle en parle très facilement.
Aujourd'hui, Priya fait du 90 F en taille de soutien-gorge.

## Caractère
Priya Rai est décrite comme plus que volontaire à dépasser les barrières du tabou. Priya s'est elle-même décrite comme étant une tigresse au lit après s'être vue en pleine performance hardcore[réf. souhaitée].
Priya Rai a dit que ses principaux buts dans la vie étaient « la méditation et d'être en accord avec sa spiritualité et son énergie sexuelle ».
Après avoir laissé tomber l'université, elle y est plus tard retournée car elle a dit : « j'aime ce que je fais ; mais un jour je devrai peut-être faire autre chose ».

## Récompenses
- AVN Award Best New Starlet 2009 : Nomination
- AVN Award Best All-Girl Group Sex Scene 2009 pour Cheerleaders : Gagné

## Filmographie sélective
- 2007 : Busty Loads 1
- 2008 : Cheerleaders
- 2009 : Wet Juicy Juggs 2
- 2010 : Femdom Ass Worship 3
- 2011 : Oil Overload 5
- 2012 : Squirtamania 31
- 2013 : Seduced by a Cougar 27
- 2014 : MILF Soup 32
- 2015 : Women of the Middle East
- 2017 : Chicas de Porno 10